# Germán Robles
Germán Horacio Robles (Gijón, 20 de março de 1929 – Cidade do México, 21 de novembro de 2015) foi um ator e dublador espanhol, que fez fama atuando no México, principalmente em filmes de terror.
No Brasil, ele tornou-se notório por fazer uma atuação convidada no seriado Chaves, interpretando o personagem "Seu Madroga" (em alguns episódios chamado de "Roman"), que era o primo do Seu Madruga, para cobrir a falta do ator Ramón Valdés, que passava por problemas de saúde. Outro papel notório é o inspetor Natanael da novela amigos para sempre.

## Biografia
Nascido na Espanha em 1929, Robles se mudou para o México aos 17 anos de idade, com sua família, durante a Guerra Civil Espanhola.
Integrante da chamada Época de Ouro do cinema mexicano, ele tornou-se famoso no país ao fazer cinema e teatro e se tornar um dos pioneiros da televisão local.
Seu início na carreira artística ocorreu em 1952. No cinema mexicano, seu principal papel foi o conde Karol de Lavud, no filme mexicano El Vampiro. Fez atuação convidada em Chaves, interpretando o primo de Seu Madruga, para cobrir a falta do ator Ramón Valdés, que havia sofrido um pequeno acidente.
Ao longo de sua carreira, o ator colecionou mais de 600 peças de teatro, 30 novelas e 90 filmes no cinema.
Poucos dias antes de sua morte, depois de vários anos sem aparecer em público, Robles esteve na inauguração de um estúdio no México, com o seu nome.

### Morte
Germán faleceu no dia 21 de novembro de 2015, aos 86 anos, após ficar internado em um hospital na Cidade do México por 12 dias com peritonite. A causa de sua morte foi uma Doença pulmonar obstrutiva crônica (DPOC).
A morte do ator foi informada por sua esposa, Ana María Vázquez, na manhã do dia seguinte pelo Twitter.

## Filmografia

### Como dublador
- Os Sete Samurais (1972) - Kikuchiyo
- O Poderoso Chefão (1972) - Jack Woltz
- M*A*S*H (1978) - Tenente-Coronel Henry Braymore Blake
- Alien - O 8º Passageiro (1979) - Parker
- Sete Homens e um Destino (1981) - Lee
- Tron (1982) - Dillinger/Sark
- Rumble Fish (1982) - Patterson o policial
- O Exterminador do Futuro (1984) - Dr. Silberman
- Daredevil (2003) - Padre Everett
- Casshern (2005) - Tenente-Coronel Kamijo
- Pirates of the Caribbean: Dead Man's Chest (2006) - Davy Jones
- Pirates of the Caribbean: At World's End (2007) - Davy Jones
- Anastasia (1997) - Rasputin
- Vida de inseto (1998) - Manny
- O Planeta do Tesouro (2002) - Mr. Arrow
- Ratatouille - Anton Ego

### Como ator
- El Vampiro (1957) - Conde Karol de Lavud / Duval
- El Ataúd del Vampiro (1958) - Conde Karol de Lavud
- La Vida de Agustín Lara (1959) - Agustín Lara
- Pueblo en Laras (1959)
- El Otro (1960)
- La Maldición de Nostradamus (1960) - Nostradamus
- La Sombra en Defensa de la Juventud (1960)
- ¡Viva la soldadera! (1960)
- La Sangre de Nostradamus (1961) - Nostradamus
- Divorciadas (1961)
- Cielo sin estrellas (1961)
- ¿Donde estás, corazón? (1961)
- La Furia del Ring (1961)
- Borrasca (1962)
- Nostradamus y el destructor de monstruos (1962) - Nostradamus
- El Barón del Terror (1962) - Indalecio Pantoja / Sebastian de Pantoja
- Nostradamus, el genio de las tinieblas (1962) - Nostradamus
- Las Modelos (1963)
- La Cabeza viviente (1963) - Prof. Muller
- En la vieja California (1963) - Don Pedro
- Herencia maldita (1963)
- Los bravos de California (1963)
- División narcóticos (1963)
- Desencuentro (1964)
- Cumbres borrascosas (1964)
- El Río de las ánimas (1964)
- El Espadachín (1964)
- Semáforo en rocho (1964)
- Dos Caballeros de espada (1964) - Conde Oidor de Pineda
- Los Murciélagos (1964)
- La Impostora (1965)
- El Hombre propone (1965)
- Los Asesinos del Karate (1965)
- El Zurdo (1965)
- El Proceso de Cristo (1965) - Caifas
- Cuernavaca en primavera (1966) - Al Al Raschid
- Deborah (1967)
- Rocambole (1967)
- Rocambole contra la secta del escorpión (1967)
- Un Toro me llama (1968)
- Concierto de almas (1969)
- Almohada para tres (1969)
- Trampa para un cadáver (1969)
- El Jardín de tía Isabel (1971)
- Sie tötete in Ekstase (1971) - Policial
- El Carruaje (1972) - General Mariano Escobedo
- El edificio de enfrente (1972)
- El Arte de engañar  (1973)
- Hernán Cortez (1974)
- El Tigre de Santa Julia - Juan Negrete
- Los Vampiros de Coyoacán - Dr. Wells
- Rapiña (1975)
- El Chavo del Ocho (1975) - Seu Madroga/Seu Romão (Don Román)
- Tiempo y destiempo (1976)
- La Venganza (1977) - Governador de St. Angelo
- La Hora del Silencio (1978) - Miguel Romero
- Viviana (1978) - Manuel, pai de Viviana
- Recuerdo de Xochimilco (1981)
- Andante spianato (1982)
- Un Solo Corazón (1983) - Juez
- Los Años Felizes (1984) - Renato
- Prinicipessa (1984) - Ramiro
- Cicatrices del alma (1986)
- Amor de nadie (1990) - Velarmino
- Secta satanica (1990)
- Sor Batalla (1990)
- El Ninja Mexicano (1991)
- El Jinete de la divina providencia - (1991)
- Clarisa (1993)
- Fray Bartolomé de las Casas (1993)
- Marisol (1996) - Basilio González
- Los Hijos de Nadie (1996) - Germán
- Reclusorio (1997) - Advogado Defensor
- Serafin (1999) - Don Raúl (voz)
- La Paloma de Marsella (1999)
- Amigos X Siempre (2000) .... Neftali Güemes
- Pasión (2007) - Timoteo (em 1 episódio)
- La Leyenda de Nahuela (2007) - Fray Godofredo

## Prêmios e Indicações
| Ano  | Prêmio            | Categoria               | Trabalho                                        | Resultado | Ref.  |
| ---- | ----------------- | ----------------------- | ----------------------------------------------- | --------- | ----- |
| 2008 | Prêmio TVyNovelas | Melhor Ator Principal   | Peronagem "Timoteo De Salamanca", novela Pasión | Venceu    |       |
| 2008 | Premio Bravo      | Melhor Ator em Dublagem | Conjunto da Obra                                | Venceu    | [ 3 ] |